# Coconut (sang)
"Coconut" er en sang som blev først indspillet og skrevet af Harry Nilsson fra hans syvende studiealbum Nilsson Schmilsson (1971). Sangen blev udgivet som single i 1972 og nåede nummer otte på Billboard Hot 100.

## Version af Dannii Minogue
Dannii Minogue indspillede sangen i 1994. Da hun forlod pladeselskabet Mushroom Records i 1995 og underskrevet med Eternal Records i 1996 havde hun sporet remixet af producenterne Flexifinger.
Sangen blev oprindeligt præsenteret som et skjult spor fra hendes tredje studiealbum Girl. Sangen blev udgivet den 7. december 1998 i Australien som den fjerde og sidste single fra albummet.

## Sporliste
CD single
1. "Coconut" – 4:50
2. "Everybody Changes Underwater" – 6:36
3. "Heaven Can Wait" (7" Version) – 4:06
4. "Someone New" – 9:22
5. "Heaven Can Wait" (Trouser Enthusiasts' Cloud Nine Mix) – 12:13
6. "Heaven Can Wait" (D-Bop's Heavenly Girl Mix) – 7:47